# Kleingebiet Szolnok
Das Kleingebiet Szolnok (ungarisch Szolnoki kistérség) war bis Ende 2012 eine ungarische Verwaltungseinheit (LAU 1) im Westen des Komitats Jász-Nagykun-Szolnok in der Nördlichen Großen Tiefebene. Während der Verwaltungsreform 2013 erfuhr die Zuordnung der Ortschaften keine Änderung. Alle 18 Ortschaften wurden in den Kreis Szolnok (ungarisch Szolnoki járás) übernommen.
Ende 2012 lebten auf einer Fläche von 914,48 km² 118.245 Einwohner. Die Bevölkerungsdichte des zweitgrößten und bevölkerungsreichsten Kleingebiets war mit 129 Einwohnern/km² fast doppelt so hoch wie die des Komitatsdurchschnitts.
Der Verwaltungssitz befand sich in Szolnok (73.193 Ew.), das über Komitatsrechte besaß (ungarisch Megyei jogú város). Martfű (6.490 Ew.), Újszász (6.216 Ew.) und Rákóczifalva (5.410 Ew.) besaßen ebenfalls das Stadtrecht. Die 14 Gemeinden (ungarisch község) hatten im Durchschnitt eine Einwohnerzahl von 1.924 (auf je 43,57 km² Fläche).

## Ortschaften
| Besenyszög | Csataszög    | Hunyadfalva   | Kőtelek      | Martfű     |
| Nagykörű   | Rákóczifalva | Rákócziújfalu | Szajol       | Szászberek |
| Szolnok    | Tiszajenő    | Tiszasüly     | Tiszavárkony | Tószeg     |
| Újszász    | Vezseny      | Zagyvarékas   |              |            |